# جاده ای۱۴۲
جاده ای۱۴۲ (به انگلیسی: A142 road) یکی از جاده‌های کشور انگلستان است.
این جاده از شهرک نیومارکت در شهرستان سافک شروع و در شهرک چاتریس در شهرستان کمبریج‌شر به پایان می‌رسد، طول این جاده ۴۱.۷ کیلومتر است.